# Межин (Великопольське воєводство)
Межин (пол. Mierzyn, нім. Neu Merine) — село в Польщі, у гміні Мендзихуд Мендзиходського повіту Великопольського воєводства.
Населення — 186 осіб (2011).
У 1975-1998 роках село належало до Гожовського воєводства.

## Демографія
Демографічна структура станом на 31 березня 2011 року:
|          | Загалом | Допрацездатний вік | Працездатний вік | Постпрацездатний вік |
| -------- | ------- | ------------------ | ---------------- | -------------------- |
| Чоловіки | 96      | 24                 | 65               | 7                    |
| Жінки    | 90      | 21                 | 55               | 14                   |
| Разом    | 186     | 45                 | 120              | 21                   |